# Стрез
Стрез (Стрѣзь) е български благородник, севастократор в периода 1211 – 1214 г. Произхожда от династията на Асеневци. Племенник е на царете Иван Асен I, Петър IV и Калоян. Приема се, че е брат на цар Борил.

## Самостоятелен владетел
Първите сведения за Стрез са във връзка със смъртта на цар Калоян през 1207 г. и възкачването на трона на Борил. Стрез бяга в Сърбия и търси политическо убежище в двора на великия жупан Стефан Неманя. Предполага се, че се е страхувал да не бъде убит от Борил като евентуален конкурент за трона или наистина е бил такъв, но в борбата е надделява брат му.
Рашкият велик жупан го приема радушно. На искането на цар Борил да му бъде предаден беглецът Неманя отговаря отрицателно. Великият жупан подпомага Стрез да завладее югозападните български земи. Той му дава свои войски, с чиято помощ Стрез завладява част от Македония. Укрепва се в непристъпната твърдина Просек край река Вардар, където преди него е живял Добромир Хриз. Стрез се обявява за самостоятелен владетел. Земите му се простират от река Струма до Охрид, а според някои мнения обхващат и областите на Девол и Костур.
Заобиколен от множество силни врагове (Търновското царство, Великото жупанство в Рашка, Латинската империя), Стрез търси съюз с епирския деспот Михаил I Комнин. Двамата предприемат нападения срещу Латинската империя и ѝ причиняват множество щети, без да успеят да разширят владенията си за нейна сметка. Тези сведения са почерпени от писмо на император Анри Фландърски до римския папа. От същото писмо става ясно, че Стрез преди това е дал клетва за вярност на латинския император. По всяка вероятност клетвата е имала за цел да забави евентуално нападение от страна на Анри, докато Стрез се укрепи в земите си.

## Български севастократор
Не е известно дали Борил се обръща пръв към Стрез или обратно, но около 1211 г. двамата влизат в съюз. Стрез признава върховенството на царя, а той му дава титлата севастократор. На практика Стрез запазва независимостта си. Същата година с военната подкрепа на Борил, Стрез напада Солунското кралство, но в Битолско поле претърпява поражение от латинските рицари.
През 1213 г. цар Борил сключва мир с император Анри (Анри Фландърски). През 1214 г. по инициатива на Борил е изградена мощна коалиция срещу сръбския велик жупан Стефан Неманя, в която влизат Латинската империя, Стрез и Михаил Комнин. Войските на севастократора се насочват към сръбските земи. Тук в лагера му пристига синът на Неманя – архиепископ Сава Сръбски, който се опитва да го убеди да се откаже от участие в антисръбския съюз. След неуспеха си, архиепископът бързо напуска стана, въпреки че е късна вечер, а и Стрез му гарантира безопасност. През нощта севастократорът е убит. Житиеписецът Теодосий намеква за намеса на свръхестествени сили, вследствие молитвите на Сава, но очевидно Стрез е станал жертва на политическо убийство. Професор Васил Златарски смята, че архиепископът е пряко замесен в смъртта на севастократора. Допуска се, че след гибелта на Стрез неговите владения са завзети от Стефан Първовенчани, за което обаче отсъстват каквито и да е данни. Същото се отнася и за предположението, че тези български земи попадат под властта на епирския деспот Теодор Комнин. Както се вижда от документите, свързани с дейността на охридския архиепископ Димитър Хоматиан, бившите владения на Стрез са под епирска власт едва през 1219 г.

## Личността на Стрез
Професор Петър Мутафчиев твърди, че Стрез бил храбър и опитен войн, един от доверените военачалници на Калоян. Според него титлата си той е получил от Калоян, а не от Борил. Мутафчиев не подкрепя твърденията си с други сведения, освен признанието на Теодосий за „голямото мъжество“ на Стрез.
В „Бориловия синодик“ Стрез е споменат с официалната си титла – севастократор.

## Памет
На Добромир Стрез е наречена улица в квартал „Васил Левски“ в София (Карта).

## Извори
- „Житие на архиепископ Сава“ – Теодосий (сръбският книжовник, XIII – XIV век).